# Komenda Rejonu Uzupełnień Zamość

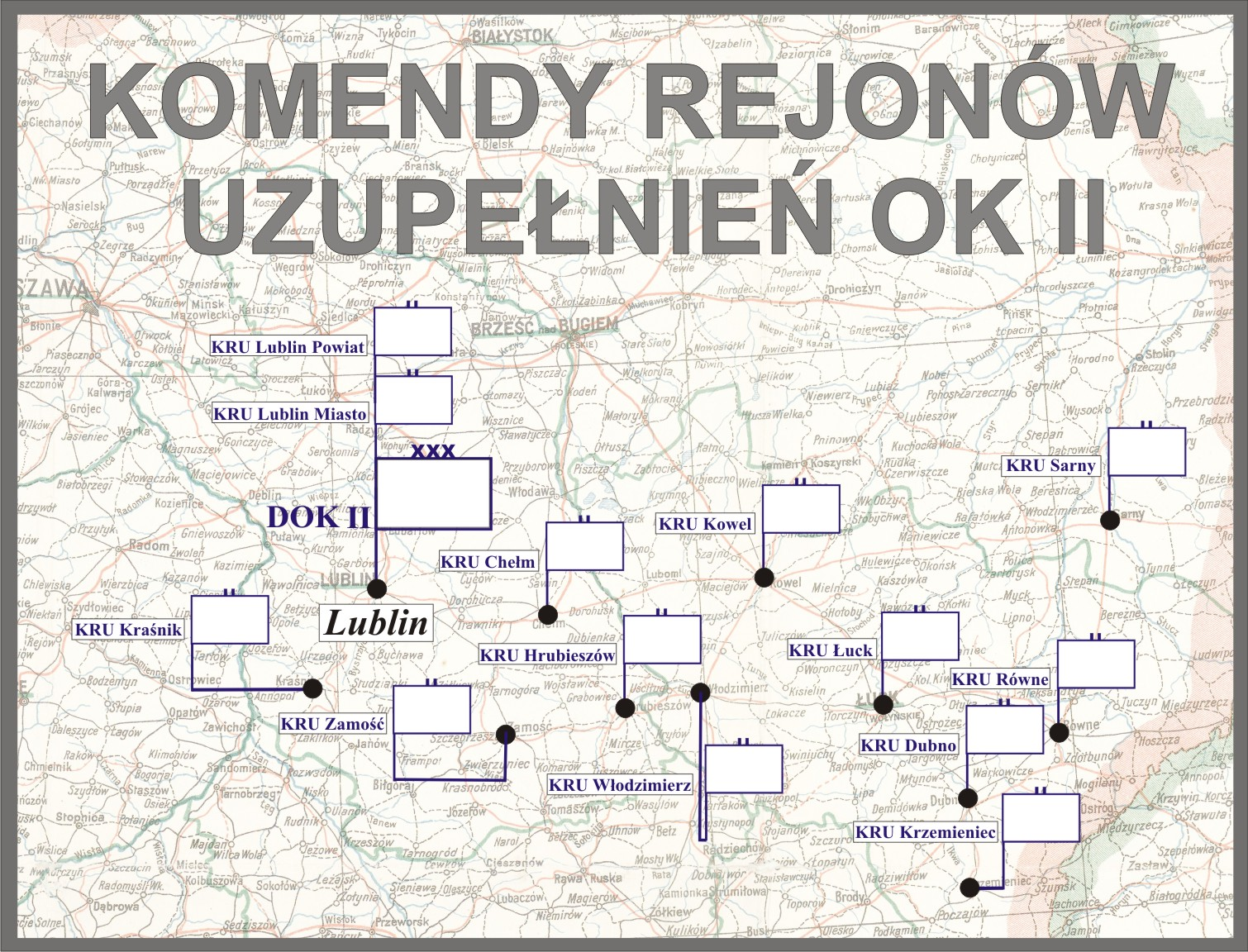
Komendy rejonów uzupełnień DOK II

Komenda Rejonu Uzupełnień Zamość (KRU Zamość) – organ wojskowy właściwy w sprawach uzupełnień Sił Zbrojnych II Rzeczypospolitej i administracji rezerw w powierzonym mu rejonie.

## Formowanie i zmiany organizacyjne
W 1917 na terenie Zamościa funkcjonował Główny Urząd Zaciągu.
8 lutego 1919 roku minister spraw wojskowych ustanowił XXIV Powiatową Komendę Uzupełnień w Zamościu dla powiatów: zamojskiego, biłgorajskiego i tomaszowskiego. XXIV PKU znajdowała się na terenie Okręgu Generalnego „Lublin” i podlegała Okręgowej Komendzie Uzupełnień w Lublinie. Z chwilą sformowania nowego PKU, Główny Urząd Zaciągu do Wojska Polskiego zobowiązany był przekazać całość dokumentacji tej PKU na obszarze której znajdował się. Dodatkowo GUZ w Zamościu przekazał dokumentację PKU w Lublinie.
Komenda, jako władza zaciągowa pierwszej instancji realizowała zadania i wykonywała obowiązki wynikające z Tymczasowej ustawy o powszechnym obowiązku służby wojskowej, która weszła w życie 29 października 1918 roku. Ponadto komenda przejęła zadania dotychczasowych Głównych Urzędów Zaciągu do Wojska Polskiego w zakresie: przyjmowania zgłoszeń ochotników do wojska i agitacji werbunkowej, przyjmowanie podań o przyjęcie do wojska wnoszonych przez oficerów i żołnierzy byłych I, II i III Korpusów Polskich w Rosji oraz armii austriackiej, rosyjskiej i niemieckiej, przyjmowanie podań o przyjęcie do szkół podoficerskich i szkół podchorążych, a także przyjmowanie podań o przyjęcie na kursy żandarmerii.
Organami pomocniczymi i wykonawczymi PKU byli oficerowie ewidencyjni. Wspomniani oficerowie realizowali zadania PKU w powierzonym im powiecie. Każdy oficer ewidencyjny miał do pomocy jednego pisarza i jednego szeregowego (ordynansa kancelaryjnego).
W czerwcu 1921 roku PKU 9 pp Leg. w Zmościu podlegała Dowództwu Okręgu Generalnego „Lublin” i obejmowała powiaty: biłgorajski i zamojski.
W kwietniu 1925 roku PKU Zamość nadal podlegała Dowództwu Okręgu Korpusu Nr II i administrowała powiatami: krasnostawskim i zamojskim.
Z dniem 1 października 1927 roku została zlikwidowana PKU Biłgoraj, a powiat biłgorajski został przydzielony PKU Zamość.
W marcu 1930 roku PKU Zamość administrowała powiatami: biłgorajskim, krasnostawskim i zamojskim. W grudniu tego roku PKU Zamość posiadała skład osobowy typu I.
31 lipca 1931 roku gen. dyw. Kazimierz Fabrycy, w zastępstwie ministra spraw wojskowych, rozkazem B. Og. Org. 4031 Org. wprowadził zmiany w organizacji służby poborowej na stopie pokojowej. Zmiany te polegały między innymi na zamianie stanowisk oficerów administracji w PKU na stanowiska oficerów broni (piechoty) oraz zmniejszeniu składu osobowego PKU typ I–IV o jednego oficera i zwiększeniu o jednego urzędnika II kategorii. Liczba szeregowych zawodowych i niezawodowych oraz urzędników III kategorii i niższych funkcjonariuszy pozostała bez zmian.
19 marca 1932 roku ogłoszono nadanie Krzyża Niepodległości st. sierż. Janowi Kazimierzowi Komuszyńskiemu z PKU Zamość.
Z dniem 1 grudnia 1934 roku minister spraw wojskowych wyłączył powiat krasnostawski z PKU Zamość i przyłączył do PKU Chełm.
1 lipca 1938 roku weszła w życie nowa organizacja służby poborowej, zgodnie z którą dotychczasowa PKU Zamość została przemianowana na Komendę Rejonu Uzupełnień Zamość przy czym nazwa ta zaczęła obowiązywać 1 września 1938 roku, z chwilą wejścia w życie ustawy z dnia 9 kwietnia 1938 roku o powszechnym obowiązku wojskowym.
Komendant rejonu uzupełnień w sprawach dotyczących uzupełnień Sił Zbrojnych i administracji rezerw podlegał bezpośrednio dowódcy Okręgu Korpusu Nr II. Rejon uzupełnień nie uległ zmianie i nadal obejmował powiaty: zamojski i biłgorajski.

## Obsada personalna
Komendanci
- ppłk Wincenty Ruszkowski (od 21 II 1919)
- płk piech. Robert Borkowski (1 III 1920[19] – 1 V 1921 → stan spoczynku[20])
- tyt. płk art. Władysław Maluszycki (do V 1923 → komendant PKU Sochaczew w Grodzisku[21])
- ppłk piech. Julian Olszycki (V[21] – VI 1923 → komendant PKU Sochaczew w Grodzisku[22])
- ppłk piech. Kazimierz Nehrebecki (VI 1923[22][23][24] – II 1928 → dyspozycja dowódcy OK II[25])
- mjr piech. Bronisław Balcewicz (III 1929[26][27] – 1939[28], †1940 Charków)

Obsada personalna XXIV PKU w lutym 1919 roku
- komendant – ppłk Wincenty Ruszkowski
- zastępca komendanta – mjr Jan Januszewicz
- naczelnik kancelarii – ppor. Edward Leplawy
- oficer gospodarczy – urzędnik wojskowy Mieczysław Kotarbiński
- oficer ewidencyjny w Zamościu – b. por. Eligiusz Winkler
- oficer ewidencyjny w Tomaszowie – b. chor. Władysław Szmidt
- oficer ewidencyjny w Biłgoraju – por. Eugeniusz Prus-Niewiadomski

Obsada pozostałych stanowisk funkcyjnych PKU w latach 1921–1925
- I referent – urzędnik wojsk. IX rangi / mjr kanc. Jan Froehlich (do II 1926 → kierownik I referatu)
- II referent
  - urzędnik wojsk. XI rangi Jan Markowski (do 16 VIII 1923 → PKU Starogard[33])
  - por. / kpt. piech. Adolf Wierzbicki (16 VIII 1923[34] – II 1926 → kierownik II referatu)
- oficer instrukcyjny
  - por. piech. Marian II Krzyżanowski (do XI 1924 → 9 pp Leg.[35])
  - por. piech. Stefan Sowa (XII 1924[35] – III 1926[36] → 9 pp Leg.)
- oficer ewidencyjny Krasnystaw – por. kanc. Stanisław Kobel (V 1923[37] – IX 1924 → referent ewid.-kwat. w Komendzie Obozu Warownego „Kraków”[38])
- oficer ewidencyjny Zamość
  - urzędnik wojsk. XI rangi Józef Duda (do 16 VIII 1923 → PKU Ciechanów[33])
  - por. piech. Leon Nowicki (16 VIII 1923[34] – VIII 1924 → PKU Włodzimierz Wołyński[39])
  - por. kanc. Władysław Fedorko (od VIII 1924[40])

Obsada pozostałych stanowisk funkcyjnych PKU w latach 1926–1938
- komendant – ppłk piech. Kazimierz Nehrebecki
- kierownik I referatu administracji rezerw i zastępca komendanta
  - mjr adm. kanc. Jan Froehlich (II 1926 – II 1927 → komendant PKU Ciechanów[45])
  - kpt. piech. Adolf Wierzbicki (od IV 1927[46], był w 1935 → kierownik referatu w Dep. Uzup. MSWojsk.)
- kierownik II referatu poborowego
  - kpt. piech. Adolf Wierzbicki (II 1926 – IV 1927 → kierownik I referatu)
  - por. kanc. Czesław Świderski (od IV 1927[46])
  - kpt. piech. Michał Nodzeński (od IX 1930[47], był w 1935 → kierownik I referatu)
- referent
  - por. kanc. Czesław Świderski (II 1926 – IV 1927 → kierownik II referatu)
  - por. kanc. Władysław Fedorko[a] (IV 1927[46] – VIII 1929[49] → dyspozycja dowódcy OK II)
  - kpt. piech. Michał Nodzeński (XII 1929[50] – IX 1930 → kierownik II referatu)

Obsada pozostałych stanowisk funkcyjnych KRU w latach 1938–1939
- kierownik I referatu ewidencji – kpt. adm. (piech.) Michał Nodzeński †1940 Katyń[52]
- kierownik II referatu uzupełnień – kpt. adm. (piech.) Jan Drabik †5 VII 1940 Gruszka